# Peter Smith (Curler)
Peter Smith (* 18. November 1964 in Perth) ist ein schottischer Curler. Er spielt auf der Position des Second.
Als Second spielte Smith bei den Olympischen Winterspielen 2010 in Vancouver im Team Großbritannien mit Skip David Murdoch, Third Ewan MacDonald, Lead Euan Byers und Alternate Graeme Connal. Die Mannschaft belegte den fünften Platz.